# Hiraea mexicana
Hiraea mexicana är en tvåhjärtbladig växtart som beskrevs av Joseph Nelson Rose. Hiraea mexicana ingår i släktet Hiraea och familjen Malpighiaceae. Inga underarter finns listade i Catalogue of Life.